# Francesco Ferro Milone
Francesco Ferro Milone (Torino, 26 agosto 1926 – Piombino, 23 luglio 2022) è stato un neurologo, neuroscienziato e chirurgo italiano.

## Biografia
Nasce il 26 agosto 1926 a Torino, figlio di Cesare Ferro Milone, docente di disegno e poi Presidente dell’Accademia Albertina di Torino, e di Andreina Gritti, studentessa di Filosofia presso la Facoltà di Filosofia e Matematica dell’Università di Torino.
Dal 1932 al 1938 frequenta la scuola elementare Don Bosco e dal 1938 frequenta il Liceo classico “Massimo D’Azeglio" a Torino e poi il Liceo classico “Arnaldo da Brescia” a Brescia, per sfuggire ai continui bombardamenti di Torino e per seguire la madre, sfollata a Roè-Volciano (BS) nella casa della famiglia Gritti-Tracagni della quale era originaria. Il 2 giugno 1944 consegue il diploma di maturità classica.
Viaggia frequentemente tra Roè-Volciano e Torino in treno, a piedi, In bicicletta, tra le macerie e la distruzione della Seconda Guerra Mondiale, in compagnia di soldati italiani della Repubblica di Salò, soldati tedeschi di occupazione e partigiani, cercando di mantenere un contatto con i due fratelli più vecchi, Marco e Andrea, militari fino all’ 8 settembre e poi nella Resistenza (Andrea Ferro Milone fu vicecomandante nelle SAP, catturato e imprigionato dai fascisti nel dicembre 1944 e liberato poco prima del 25 aprile 1945).
Il 1 novembre 1944 si iscrive alla Facoltà di Medicina e Chirurgia dell’Università degli Studi di Torino e il 15 luglio del 1950 consegue la laurea in Medicina e Chirurgia, discutendo una tesi sperimentale preparata all’Istituto di Fisiologia dell’Università (Direttrice Ordinaria Anna Maria Di Giorgio) dal titolo: “Riflessi da ipossia nella diminuita eccitabilità del centro respiratorio bulbare”, poi pubblicata sul Bollettino della Società Italiana di Biologia Sperimentale (27 gennaio 1951) e sul suo omologo in lingua tedesca.
Dopo aver prestato servizio di leva alla Scuola Militare Alpina di Aosta, il 1 novembre del 1952 viene nominato Assistente Volontario presso la Cattedra di Clinica Delle Malattie Nervose e Mentali del’Università di Torino (Direttore Prof. Dino Bolsi).
Si dedica in particolare alla Neurochirurgia appena costituita (Direttore Prof. Paolo Emilio Maspes) con funzioni di assistente operatorio ed elettroencefalografista. Partecipa ai primi interventi eseguiti in Italia di chirurgia mediante lobotomia del lobo temporale per il trattamento delle forme gravi di epilessia resistenti agli anti-epilettici.
Nello stesso anno consegue la Specializzazione in Neurologia e Psichiatria (70/70) discutendo la tesi: "Meccanismi extra-piramidali nella patogenesi dei movimenti coreoatetosici" (vedi Bibliografia).
Il 1 novembre 1957 viene nominato Assistente Straordinario alla cattedra di Malattie Nervose e Mentali dell’Università di Torino (Direttore Prof. Dino Bolsi).
L'anno successivo, il 1 novembre 1958, viene nominato Assistente Straordinario e l’anno successivo superato il concorso pubblico diventa Ordinario con funzioni di Aiuto presso la Clinica delle Malattie Nervose e Mentali dell’Università di Siena (Direttore Prof. Giuseppe Gomirato).
Con il trasferimento, molto sofferto, alle sue funzioni di Aiuto presso la Clinica delle Malattie Nervose e Mentali di Siena si aggiunge il ruolo di primo operatore nella sala operatoria neurochirurgica di Arezzo (Direttore dell’Ospedale Neurologico-Neuropsichiatrico, Prof. Marino Benvenuti) dove viene invitato a formare un primo Nucleo di Neurochirurgia Stereotassica. Nel frattempo consegue la Specializzazione in Neurochirurgia presso la Clinica Chirurgica dell’Università di Torino (Direttore Prof. Achille Mario Dogliotti).
Nel 1959 realizza ad Arezzo il primo Centro di Neurochirurgia Stereotassica in Italia. L’obiettivo è quello di individuare nella profondità del cervello umano i luoghi dove si ritiene che abbiano origine le scariche epilettiche. Questa tecnica innovativa permette di introdurre attraverso piccoli fori di trapano, effettuati in anestesia locale, alcuni aghi elettrodi con funzione sia di registrazione che terapeutica (elettrolisi).
Presso il Centro di Neurochirurgia Stereotassica di Arezzo, dove opera con il contributo fondamentale dell'elettro-encefalografista Franco Angeleri (poi Direttore di Clinica delle Malattie Nervose e Mentali dell’Università di Ancona) e del neuroradiologo Silvano Parigi, porta a compimento oltre seicento esplorazioni cerebrali profonde (talamo, corpo striato, corteccia entorinale, amigdala ecc.) a mezzo di infissione di aghi-elettrrodi a dimora, seguite in casi selezionati da elettrolisi terapeutica circoscritta, senza mai registrare alcun incidente operatorio o post-operatorio.
Nel 1962 si trasferisce all’Università di Pisa sulle orme del Prof. Giuseppe Gomirato, che aveva vinto la cattedra di Ordinario di Neurologia di quella Università. Pur continuando a dirigere il Centro di Neurochirurgia Stereotassica di Arezzo, si dedica principalmente all’insegnamento della neurologia e agli strumenti diagnostici collaterali, quali l'elettroencefalografia e l'elettromiografia. Svolge incarichi accademici presso la Scuola di Specializzazione in Malattie Nervose e Mentali (1962-1968) (XXXXX) e con un incarico in Neuropsichiatria infantile.
Nel 1963 con concorso ministeriale consegue la Libera Docenza in Neurochirurgia e nel 1966 quella in Clinica delle Malattie Nervose e Mentali presso l'Università di Pisa (entrambe confermate con decreto ministeriale e depositate), poi dal 1972 presso l’Università di Verona.
Il 15 Novembre 1969 vince il concorso per primario di Neurologia dell’Ospedale Civile di Vicenza (Ospedale San Bortolo) e lì applica e perfeziona la propria esperienza clinica ed elettro-encefalo-mio-grafica fino al pensionamento nel 1993, per sopraggiunti limiti di età.
Dopo il 1993 prosegue l’attività professionale e di ricerca con particolare riguardo all’elettro-encefalografia, presso l’Istituzione  “Centro Alzheimer” di Villa Rota Barbieri del Comune di Vicenza e presso l’Istituzione non profit  Prosenectute (Ente Morale con Decreto Regionale n° 4060 del 14-07-1987), costituendo coi Prof. Adolfo Porro, geriatra, il Dott. Franco Binda, geriatra, e il Prof. Tullio Minelli, docente ordinario di Matematica presso l’Istituto di Fisica “Galileo Galilei” dell’Università di Padova, un gruppo di ricerca nel campo dell’analisi nonlineare dell’elettro-encefalogramma, applicato in particolare alle problematiche dell’invecchiamento cerebrale.

## Premi e riconoscimenti
Premio Ernesto Lugaro 1961-62
Nel 1962 il suo lavoro in équipe presso il Centro di Neurochirurgia Stereotassica di Arezzo gli vale un ambito riconoscimento, il Premio Ernesto Lugaro 1961-62, con la seguente motivazione della Commissione: